# Svartkronad myrvireo
Svartkronad myrvireo (Herpsilochmus atricapillus) är en fågel i familjen myrfåglar inom ordningen tättingar.

## Utbredning och systematik
Fågeln förekommer från nordöstra Brasilien till östra Bolivia, nordvästra Paraguay och nordvästligaste Argentina. Den behandlas som monotypisk, det vill säga att den inte delas in i några underarter.

## Status
IUCN kategoriserar arten som livskraftig.